# Балка Литвинівка
Балка Литвинівка — річка в Україні, у Дніпровському й Нікопольському районах Дніпропетровської області. Права притока Солоної (басейн Дніпра).

## Опис
Довжина річки приблизно 4 км. Місцями пересихає.

## Розташування
Бере початок у селі Олександрівка. Тече переважно на південний захід і на північно-східній стороні від села Криничувате впадає у річку Солону, ліву притоку Базавлука.